# Leśna Polana (Prace Duże)
Leśna Polana – część wsi Prace Duże w Polsce, położona w województwie mazowieckim, w powiecie piaseczyńskim, w gminie Tarczyn. Wchodzi w skład sołectwa Prace Duże.
W latach 1975–1998 Leśna Polana należała administracyjnie do województwa warszawskiego.
Leśna Polana od pierwszej połowy XX wieku była bliskim Warszawy ośrodkiem letniskowo-wypoczynkowym, właścicielami działek byli Mieczysław Fogg oraz siostra Adama Słodowego; pierwszy majsterkowicz polski powojennej wielokrotnie bawił w Leśnej Polanie wprowadzając liczne działkowe unowocześnienia techniczne. Właścicielem działki był też Jerzy Tepli dziennikarz i publicysta. 
W Leśnej Polanie znajduje się kościół i siedziba parafii, należącej do dekanatu tarczyńskiego, archidiecezji warszawskiej.